# Walterswil (Berna)
Walterswil és un municipi del cantó de Berna (Suïssa), situat a l'antic districte de Trachselwald i a l'actual Districte administratiu d'Oberaargau.